# Ernst Kleinhempel
Ernst Ottomar Kleinhempel (* 14. Oktober 1862 in Bermsgrün; † 26. Mai 1934 in Wilkau-Haßlau) war ein deutscher Verwaltungsbeamter und nationalliberaler Politiker. Er war Abgeordneter des Sächsischen Landtags.

## Leben und Wirken
Nach Besuch der Volksschule in Bermsgrün absolvierte Kleinhempel eine Lehre bei den Brandversicherungsämtern in Schwarzenberg und Chemnitz. Nebenbei besuchte er eine Gewerbliche Fortbildungsschule. Nach Ableisten seines Militärdienstes trat er eine Tätigkeit bei der Amtshauptmannschaft Chemnitz an. Im April 1886 wurde er Registrator für den Stadtrat von Eibenstock und gleichzeitig Standesbeamter. Ab 1890 war er Gemeindevorstand von Wilkau, wo ihn der Gemeinderat 1898 einstimmig auf Lebenszeit in dieses Amt wählte. Kleinhempel ist der Bau des heutigen Rathauses von Wilkau-Haßlau 1927 zu verdanken. Zeitweise verwaltete er die benachbarte Gemeinde Niederhaßlau interimistisch mit. Im Juli 1928 trat er aus gesundheitlichen Gründen in den Ruhestand.
Kleinhempel war Kammerrat und gehörte der Nationalliberalen Partei, ab 1918 der Deutsche Demokratische Partei an. Als Vertreter des 41. ländlichen Wahlkreises gehörte er von 1907 bis 1918 der II. Kammer des Sächsischen Landtags an. In dieser Zeit war er Geschäftsführer der Nationalliberalen Fraktion und fungierte ab 1915 als gleichberechtigter Sekretär der Kammer.